# Joseph Nagyvary
Joseph Nagyvary, nascido em 18 de abril de 1934, é professor aposentado de bioquímica e biofísica na Texas A&M University. Ele também é um fabricante de violinos, e passou anos estudando e analisando violinos feitos por Antonio Stradivari e Giuseppe Guarneri.

## Biografia
Joseph Nagyvary nasceu em 1934 em Szeged, Hungria. Como o cidadão mais célebre desta cidade foi Albert Szent-Györgyi, o descobridor da vitamina C e de grande parte do ciclo do ácido cítrico, ele foi inspirado desde cedo a seguir uma carreira em produtos naturais e bioquímica. De 1952 a 1956 frequentou a Universidade Eötvös Loránd de Budapeste. Em 1956, durante a revolução anticomunista, ele teve um papel ativo na luta contra os comunistas e os invasores russos (ele era atirador) e, após a ocupação russa, foi procurado pela polícia secreta comunista para execução. No último minuto, ele conseguiu escapar pela fronteira austríaca, enquanto seu amigo que estava com ele, foi baleado pelos russos.
Em 1957 foi para Zurique estudar com Paul Karrer. Lá, ele ficou fascinado pelo violino quando teve a oportunidade de ter aulas sobre um instrumento que pertenceu a um de seus heróis, Albert Einstein. Em 1963 ele foi para Cambridge para estudar com Alexander Todd no laboratório de lá. Mudou-se para os Estados Unidos em 1964 e em 1968 mudou-se para o Texas, onde se tornou professor de bioquímica e biofísica na Texas A&M University. Em 1983 dedicou sua pesquisa inteiramente ao estudo da recriação do lendário tom dos violinos feitos pelos antigos mestres. Enquanto trabalhava na Texas A&M University como bioquímico, Nagyvary conseguiu fazer um violino que ele descreveu como sendo algo próximo da qualidade de um Stradivari.

## Pesquisa sobre violino
Nagyvary alcançou sucesso em fazer tal violino, deixando a madeira de molho em salmoura. Devido à falta de terra em Veneza, durante esse período a madeira importada era frequentemente armazenada na água do mar da Lagoa de Veneza, onde um tipo de decomposição tinha um leve efeito sobre a madeira. Nagyvary conseguiu adquirir aparas de madeira de um violino Stradivarius e, sob um microscópio, descobriu que as placas de filtro naturais nos poros entre as traqueídes haviam desaparecido. Ele também tratou a madeira com uma preparação de bórax à maneira de Stradivari, que a usou para evitar infestação (conjectura - não há registro escrito dessa prática por Stradivari).
No final de 2003, Nagyvary refinou suas técnicas e produziu um violino que foi testado em um duelo com o Leonardo da Vinci de 1725, um instrumento não do período de ouro de Stradivari. Ambos os violinos foram tocados em cada uma das quatro seleções de música pelo violinista Dalibor Karvay atrás de uma tela para uma audiência de 600, dos quais 463 votos foram contados (160 músicos treinados e 303 frequentadores regulares de concertos). Esta foi a primeira comparação pública de um Stradivari com um instrumento contemporâneo diante de uma grande plateia, onde o público votaria na qualidade de execução de cada violino. Essas vitrines foram realizadas inúmeras vezes durante os séculos 19 e 20, e continuam no século 21.